# Trematodon montanus
Trematodon montanus là một loài rêu trong họ Bruchiaceae. Loài này được Belland & Brassard mô tả khoa học đầu tiên năm 1983.